# 96街車站 (IND第八大道線)
96街車站（英語：96th Street station）是紐約地鐵IND第八大道線是一個慢車地鐵站，位於曼哈頓上西城西96街及中央公園西交界，C線（任何時候停站（深夜除外））、A線（僅深夜停站）與B線（僅平日停站）列車服務。

## 車站結構
| G  | 街道     | 出入口                                                                                     |
| B1 | 北行快車 | ← 不停靠                                                                                   |
| B1 | 北行慢車 | ← 平日往貝德福德公園林蔭路或145街 (103街) ← 往168街 (103街) ← 深夜時往英伍德-207街 (103街) |
| B1 | 側式月台 |                                                                                            |
| B1 | 夾層     | 閘機、車站詢問處、MetroCard自動售票機                                                      |
| B2 | 南行快車 | → 不停靠 →                                                                                 |
| B2 | 南行慢車 | → 平日往布萊頓海灘 (86街) → → 往尤克利德大道 (86街) → → 深夜時往遠洛克威-莫特大道 (86街) → |
| B2 | 側式月台 |                                                                                            |

此地下車站於1932年9月10日啟用，設有兩層，北行列車使用上層而南行列車使用下層。每層都在兩條軌道西側設有一個側式月台。

## 外部連結
- nycsubway.org—IND 8th Avenue: 96th Street
- Station Reporter — B Train
- Station Reporter — C Train
- The Subway Nut — 96th Street Pictures（页面存档备份，存于）
- 96th Street entrance from Google Maps Street View
- 97th Street entrance from Google Maps Street View
- Platform from Google Maps Street View （页面存档备份，存于）